# Pablo Alborán (album)
Pablo Alborán – debiutancki album studyjny hiszpańskiego piosenkarza Pabla Alborána, wydany 1 lutego 2011 przez wytwórnię EMI Music.
Singlami promującymi wydawnictwo byli: „Solamente tú” oraz „Miedo”. Całościowy materiał zgromadzony na płycie został napisany i skomponowany przez samego wokalistę, a za produkcję odpowiadał Manuel Illán.
Album dotarł do 1. miejsca na hiszpańskiej liście sprzedaży i uzyskał certyfikat sześciokrotnej platynowej płyty za przekroczenie progu 360 tysięcy sprzedanych egzemplarzy w Hiszpanii. Był również notowany na listach najlepiej sprzedających się albumów w Portugalii (6. miejsce) i Meksyku (50. miejsce). Wydawnictwo otrzymało ponadto status złotej płyty w Chile. Pablo Alborán zdobył nominację do międzynarodowych nagród Latin Grammy Awards 2011.

## Lista utworów
| Nr  | Tytuł                                  | Autorzy       | Producent          | Czas  |
| --- | -------------------------------------- | ------------- | ------------------ | ----- |
| 1.  | „Solamente tú”                         | Pablo Alborán | Manuel Illán       | 4:06  |
| 2.  | „Miedo”                                | Pablo Alborán | Manuel Illán       | 3:44  |
| 3.  | „Vuelve conmigo”                       | Pablo Alborán | Manuel Illán       | 3:59  |
| 4.  | „Caramelo”                             | Pablo Alborán | Manuel Illán       | 4:22  |
| 5.  | „Volver a empezar”                     | Pablo Alborán | Manuel Illán       | 3:28  |
| 6.  | „Me colé por la puerta de atrás”       | Pablo Alborán | Manuel Illán       | 3:28  |
| 7.  | „Desencuentro”                         | Pablo Alborán | Manuel Illán       | 3:57  |
| 8.  | „Perdóname”                            | Pablo Alborán | Manuel Illán       | 4:10  |
| 9.  | „Ladrona de mi piel”                   | Pablo Alborán | Manuel Illán       | 3:36  |
| 10. | „Loco de atar”                         | Pablo Alborán | Manuel Illán       | 3:36  |
| 11. | „Desencuentro” (oraz Estrella Morente) | Pablo Alborán | Manuel Illán       | 3:57  |
| 12. | „Solamente tú” (oraz Diana Navarro)    | Pablo Alborán | Manuel Illán       | 4:07  |
|     |                                        |               | Całkowita długość: | 46:30 |

## Pozycje na listach sprzedaży
| Kraj              | Lista sprzedaży (2011/2012/2013) | Najwyższa pozycja | Certyfikat         | Sprzedaż |
| ----------------- | -------------------------------- | ----------------- | ------------------ | -------- |
| Chile             |                                  |                   | złota płyta        | 7 500+   |
| Hiszpania         | PROMUSICAE                       | 1                 | 6× platynowa płyta | 360 000+ |
| Meksyk            | AMPROFON                         | 50                |                    |          |
| Portugalia        | AFP                              | 6                 |                    |          |
| Stany Zjednoczone | Latin Pop Albums                 | 14                |                    |          |
| Stany Zjednoczone | Top Latin Albums                 | 55                |                    |          |

## Nominacja
| Rok  | Nagroda             | Kategoria                               | Rezultat  |
| ---- | ------------------- | --------------------------------------- | --------- |
| 2011 | Latin Grammy Awards | Najlepszy popowy album z męskim wokalem | Nominacja |